# Oliver-Gletscher
Der Oliver-Gletscher ist Gletscher in der antarktischen Ross Dependency. In der Queen Elizabeth Range fließt er aus dem Gebiet westlich und südlich des Mount Christchurch zum Lowery-Gletscher, den er unmittelbar nördlich der Taylor Hills erreicht.
Der United States Geological Survey kartierte ihn anhand eigener Vermessungen und Luftaufnahmen der United States Navy aus den Jahren von 1960 bis 1962. Das Advisory Committee on Antarctic Names benannte ihn 1966 nach Edward J. Oliver, Glaziologe im United States Antarctic Research Program auf der Amundsen-Scott-Südpolstation von 1961 bis 1962.